# Let's Call the Whole Thing Off
Let's Call the Whole Thing Off is een lied van George Gershwin op teksten van Ira Gershwin. Het nummer is geschreven voor de filmmusical Shall We Dance uit 1937 met in de hoofdrollen Fred Astaire en Ginger Rogers.

## Bijzonderheden
Het nummer is het vooral bekend om de tegenstelling Engels – Amerikaans accent in het refrein zoals: eether – eyether; laughter – lawter; tomato – tomahto; potato – potahto; vanilla – vanella enz. In het nummer wordt het niet alleen gebruikt om het verschil in regio aan te duiden, maar ook het verschil in klasse. Het heeft een tweevoudige betekenis.
Het verschil in uitspraak is gebaseerd op het verschil van accent dat Ira had met Leonore, zijn vrouw.
Couplet 3 wordt niet gebruikt in de film, maar is wel op verschillende jazzuitvoeringen te horen zoals op die van Ella Fitzgerald.
Het lied werd ook gebruikt in de Broadwaymusical Nice Work If You Can Get It uit 2012.

## Vorm en tempo
Het nummer is opgebouwd volgens het liedschema AB: Intro – refrein. Het A-gedeelte heeft 18 maten en het B-gedeelte (dat onder te verdelen is in een a-a-b-a) 22 (zonder herhalingen). Het lied staat in G-majeur (intro in D-majeur), 2/2 maat, en het tempo is allegretto met als extra aanduiding: Brightly.
De eerste acht maten van het refrein:

## Vertolkers
- Fred Astaire
- Billie Holiday
- Sam Cooke
- Ella Fitzgerald
- Louis Armstrong
- Bing Crosby met Rosemary Clooney
- Uri Caine
- Willie Nelson samen met Cyndi Lauper